# Festival internazionale del cinema di Valdivia
Il Festival internazionale del cinema di Valdivia (in spagnolo Festival Internacional de Cine de Valdivia) è il più grande festival cinematografico cileno. È stato fondato nel 1993 in occasione dell'anniversario del Cine Club dell'Università Austral del Cile. Ogni anno nel mese di ottobre, la città di Valdivia ospita una vasta rassegna cinematografica al termine della quale vengono assegnati i premi Pudù (il pudù è un animale selvatico simile a un piccolo cervo diffuso nel sud del paese).